# Gokulam Kerala Football Club
Il Gokulam Kerala Football Club è una società calcistica indiana, avente sede a Kozhicode.

## Organico

### Rosa
| N. |                    | Ruolo | Calciatore           |
| -- | ------------------ | ----- | -------------------- |
| 1  | India (bandiera)   | P     | Bishorjit Singh      |
| 2  | India (bandiera)   | D     | Salam Ranjan Singh   |
| 3  | India (bandiera)   | D     | Saurabh Meher        |
| 4  | India (bandiera)   | D     | Vikas Saini          |
| 5  | India (bandiera)   | D     | Nidhin Krishna       |
| 6  | India (bandiera)   | C     | Rishad PP            |
| 7  | India (bandiera)   | C     | Rahul Raju           |
| 8  | India (bandiera)   | A     | Sreekuttan VS        |
| 9  | Ghana (bandiera)   | A     | Samuel Mensah Konney |
| 10 | Spagna (bandiera)  | C     | Nili                 |
| 11 | India (bandiera)   | A     | Sourav K             |
| 13 | India (bandiera)   | C     | Rahul Khokhar        |
| 14 | India (bandiera)   | A     | Naro Hari Shrestha   |
| 15 | India (bandiera)   | C     | Arjun Jayaraj        |
| 17 | Camerun (bandiera) | D     | Aminou Bouba         |
| 18 | India (bandiera)   | C     | Shilton D'Silva      |
| 20 | India (bandiera)   | A     | Dilip Oraon          |
| 21 | India (bandiera)   | P     | Zothanmawia          |
| 22 | India (bandiera)   | A     | Shijin Thadhayouse   |

| N. |                    | Ruolo | Calciatore             |
| -- | ------------------ | ----- | ---------------------- |
| 23 | India (bandiera)   | C     | Basit Ahmed Bhat       |
| 24 | India (bandiera)   | D     | Abdul Hakku            |
| 25 | India (bandiera)   | A     | Ngangom Ronald Singh   |
| 29 | India (bandiera)   | A     | Noufal PN              |
| 38 | Spagna (bandiera)  | A     | Álex Sánchez           |
| 42 | India (bandiera)   | C     | Abhijith K             |
| 47 | Spagna (bandiera)  | C     | Omar Ramos             |
| 93 | India (bandiera)   | C     | Akhil Praveen          |
| 99 | India (bandiera)   | C     | Calvin Rosario Baretto |
|    | India (bandiera)   | D     | Laishram Johnson Singh |
|    | India (bandiera)   | P     | Bishal Lama            |
|    | India (bandiera)   | A     | Naocha Singh Ngangbam  |
|    | India (bandiera)   | C     | Basudeb Mandi          |
|    | India (bandiera)   | D     | Mohammed Jassim        |
|    | India (bandiera)   | C     | Thahir Zaman           |
|    | India (bandiera)   | P     | Shibinraj Kunniyil     |
|    | Brasile (bandiera) | C     | Kaká                   |
|    | Spagna (bandiera)  | C     | Edu Bedia              |

### Staff tecnico
- Domingo Oramas - Allenatore
- Cristian Rodriguez - Vice allenatore

## Palmarès

### Competizioni nazionali
- Calciopalm|Kerala-League 1nd Division 2021
- Durand Cup: 1

2019
- I-League: 2

2020-2021, 2021-2022